# Piotr Janaszek
Piotr Janaszek (ur. 21 kwietnia 1947 w Poznaniu, zm. 6 grudnia 1998 w okolicach Bardzinka) – polski lekarz, specjalista ortopedii i rehabilitacji, harcmistrz ZHP, społecznik, publicysta.

## Życiorys
Urodził się w rodzinie kultywującej etos pracy organicznej. Jego rodzicami byli: Zuzanna z domu Niedziela, która przez ponad 50 lat prowadziła warsztat ortopedyczny przy Dolnej Wildzie 20 w Poznaniu oraz Witosław – uczestnik kampanii wrześniowej, wieloletni pracownik NBP.
Ukończył III LO im. Marcina Kasprzaka w Poznaniu. Podczas studiów na Akademii Medycznej w Poznaniu (1965–1971) współtworzył Drużyny „Nieprzetartego Szlaku” przy Klinice Ortopedycznej w Poznaniu, realizując formę rehabilitacji poprzez obozy harcerskie. Był uczniem prof. Wiktora Degi.
W 1968 został podharcmistrzem 16. Poznańskiej Dryżyny Harcerskiej im. Gen. Józefa Bema, a w 1983 harcmistrzem.
Po uzyskaniu dyplomu lekarza rozpoczął pracę w Szpitalu Powiatowym (później Wojewódzkim) w Koninie. Stworzył tam Oddział Rehabilitacji Dziecięcej (pierwszy w Polsce w szpitalu wojewódzkim), Poradnię Zaopatrzenia Ortopedycznego, Oddział Wojewódzki Polskiego Towarzystwa Walki z Kalectwem (od 1993 roku był prezesem zarządu głównego TWK) i jeden z pierwszych w Polsce Warsztat Terapii Zajęciowej. Z jego inicjatywy w 1987 powstała Żeńska Drużyna Starszoharcerska "Humanitas" przy Liceum Medycznym w Koninie. Od 1981 roku organizował w Koninie Ogólnopolskie Przeglądy Filmów „Żyją wśród nas”, poświęcone problemom osób niepełnosprawnych.
Był twórcą nowatorskiego Ośrodka Rehabilitacji Dzieci i Młodzieży Niepełnosprawnej w Mielnicy nad Gopłem, którego głównym celem była integracja osób niepełnosprawnych ze społeczeństwem. W 1989 roku stworzył w Koninie Fundację Mielnica, przy której uruchomił: dwa Warsztaty Terapii Zajęciowej (WTZ w Koninie był jednym z pierwszych w Polsce; WTZ w Mielnicy powstał kilka lat później), zakład pracy chronionej, przychodnię rehabilitacyjną, Klub Sportowy Osób Niepełnosprawnych „Spartakus”, Ośrodek Kształcenia Instruktorów Terapii Zajęciowej, Hostel dla Matki z Dzieckiem Niepełnosprawnym, a także redakcję kwartalnika „Warsztat Terapii Zajęciowej” oraz ”Wiadomości Mielnickich”.
Organizował też pierwsze Ogólnopolskie Olimpiady Umiejętności Osób Niepełnosprawnych „Abilimpiada” (w Koninie) oraz pobyty osób niepełnosprawnych w Szwecji, Holandii, Czechach, Francji, Niemczech oraz w USA.
Był zapraszany na konferencje naukowe m.in. w Wiedniu, Nowym Jorku, Pradze. Uczestniczył w Kongresach Rehabilitacji Europejskiej, a od 1992 uczestniczył w konferencjach Papieskiej Rady ds. Służby Zdrowia w Watykanie. Od 1996 organizował corocznie w Poznaniu ogólnopolskie sympozja dotyczące rehabilitacji.
Był także publicystą i felietonistą. Publikował m.in. w "Nowym Medyku", „Szpilkach", „Ilustrowanym Kurierze Polskim", „Głosie Wielkopolskim", polonijnym „Kurierze" i „Białym Orle", a także nowojorskim „Nowym Dzienniku".
Zginął w wypadku samochodowym 6 grudnia 1998 wracając z Warszawy z mikołajkowego spotkania z dziećmi niepełnosprawnymi. Pochowany na cmentarzu parafialnym św. Jana Vianneya w Poznaniu.

## Funkcje i członkostwa
Był członkiem Komitetu Ochrony Praw Dziecka, pełnił funkcję sekretarza Krajowej Rady Zdrowia Związku Młodzieży Wiejskiej. Był przedstawicielem Polski w Rehabilitation International z siedzibą w Nowym Jorku. W 1994 powołany do ministerialnego zespołu doradców ds. osób niepełnosprawnych. Był też członkiem rady nadzorczej Państwowego Funduszu Rehabilitacji Osób Niepełnosprawnych (PFRON) oraz doradcą Pełnomocnika Rządu ds. Osób Niepełnosprawnych, członkiem komisji informacji Wielkopolskiej Izby Lekarskiej. Od 1997 był członkiem międzynarodowej organizacji Ashoka.

## Upamiętnienie
Idee Piotra Janaszka są wdrażane w życie w Fundacji im. Doktora Piotra Janaszka „Podaj Dalej” w Koninie, zarządzanej przez córki lekarza Zuzannę Janaszek–Maciaszek oraz Olgę Janaszek-Serafin. .
W 2009 roku została wydana książka „Doktor Piotr. Pasje życia Piotra Janaszka" autorstwa Eugenii R. Dabertowej.
Od 2012 rondo u zbiegu ulic Wyszyńskiego, Jana Pawła II, Popiełuszki i Wyzwolenia w Koninie nosi imię Doktora Piotra Janaszka. Piotr Janaszek jest też patronem Specjalnego Ośrodka Szkolno–Wychowawczego w Rychwale.
30 listopada 2019 odbyła się w Koninie premiera filmu dokumentalnego „Doktor Piotr" w reżyserii Zdzisława Siwika juniora.

## Odznaczenia i wyróżnienia
- Medal im. Karola Marcinkowskiego z nr 2 przyznany przez rektora i senat Akademii Medycznej w Poznaniu (1984)[2]
- Nagroda im. dr Hanny Dworakowskiej Serce na Dłoni (1988)[2]
- Nagroda Ministra Zdrowia i Opieki Społecznej I stopnia za osiągnięcia w dziedzinie rehabilitacji leczniczej (1988)[3]
- Nagroda Pracy Organicznej przyznana przez Głos Wielkopolski (1991)[3]
- Brązowy i Złoty Krzyż Zasługi[3]
- Złoty Krzyż Za Zasługi dla ZHP[4]
- Nagroda im. Doktora Lecha Wierusza nadawana przez TWK (1997)[3]
- Order Uśmiechu (1998)[3][27][28]
- Złoty Medal Alberta Schweitzera przyznany przez Polską Akademię Medycyny (1998)[3]
- Tytuł ”Wielkopolanina Roku 1998” przyznany przez słuchaczy Radia Merkury (1998)[2]
- Krzyż Kawalerski Orderu Odrodzenia Polski (pośmiertnie)[2][3]
- Medal Twórcy Polskiej Rehabilitacji z numerem 50. (pośmiertnie; ostatni z wybitych z jego inicjatywy)[2][3].